# Ludeștii de Sus, Hunedoara
Ludeștii de Sus este un sat în comuna Orăștioara de Sus din județul Hunedoara, Transilvania, România.